# 塩化ジデシルジメチルアンモニウム
塩化ジデシルジメチルアンモニウム（英: Didecyldimethylammonium chloride、略称: DDAC）は殺菌剤や消毒薬など多くの殺生物剤に使われる化合物である。これは分子間相互作用を阻害し、脂質二重層の解離を引き起こす。

## 規制
含有量0.4%を超える製品は劇物指定されている。
2016年9月10日、神奈川県茅ヶ崎市でのマリンスポーツイベントでTシャツが配布され、その着用者多数に重篤なかぶれ等の症状が発生した。これについて調査の結果、インク業者がプリント用前処理剤として（通常の用途ではない）DDACを販売し、これを使ったシャツ委託製造業者が洗濯せずに販売したためであると考えられた。この事故を契機として厚生労働省によりDDACの毒性と規制の見直しが行われ、皮膚腐食性データ等に基づき、含有量0.4%以下の製品を除いて劇物として指定された。